# Peugeot 304
O 304 é um modelo de porte médio da Peugeot, fabricado entre 1969 e 1980 na França, apresentado em 1969 no Salão de Paris, com o motor 1288 cc de 65 cv com velocidade era 155 km/h, tinha um visual inspirado no Peugeot 204 porem mais reto e elegante devido a segmento superior que se situava. Aproximadamente foram 1,2 milhões de unidades fabricadas.

## Historia
Nascido na França em 1969 para competir em segmento superior de mercado, no anos seguinte 1970 veio as versões cabriolet e coupé com novas lanternas traseiras quadradas com a luz de Ré separadas, para acompanhar os 2 novos modelos foi lançado a versão perua conhecida na França de Break.
No ano de 1971 a produção do modelo passou para a unidade fabril de Mulhouse, os carros passam a contar com um alternador ao invés de um Dínamo.
Em 1972 chegou a versão S para o cupê, conversível e Sedan, o motor motor (XL3S) ganhou um carburador de corpo duplo e outras melhorias que deram um ganho de 75 cv e a velocidade máxima para 160 km/h, 1975 ouve alterações no painel e bancos.
Em 1976 a versão sedan recebe um motor Diesel em Julho, 2 meses depois esse motor chega aos modelos Perua e Fourgonette (perua sem vidros laterais) que foi lançada em 1977. esse motor era de quatro cilindros e 1.357 cm³ de 47 cv.
Em 1980 deixou de ser produzido, assim permanece somente o seu sucessor o Peugeot 305.

## Conversíveis raros
Os modelos conversíveis são muito raros, foram produzidos pouco mais de 18 mil unidades fabricados entre 1970-1975, fazendo desse modelo o mais raro do 304, para o Reino Unido foram exportados 836 veículos, no Brasil vieram alguns na década de 70, possivelmente importados pela embaixada, o humorista Chico Anysio tem um na cor azul de 1972.

## Galeria

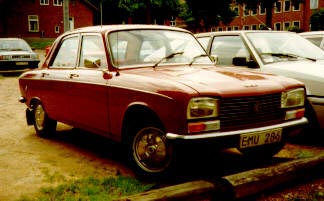
Peugeot 304 Sedan
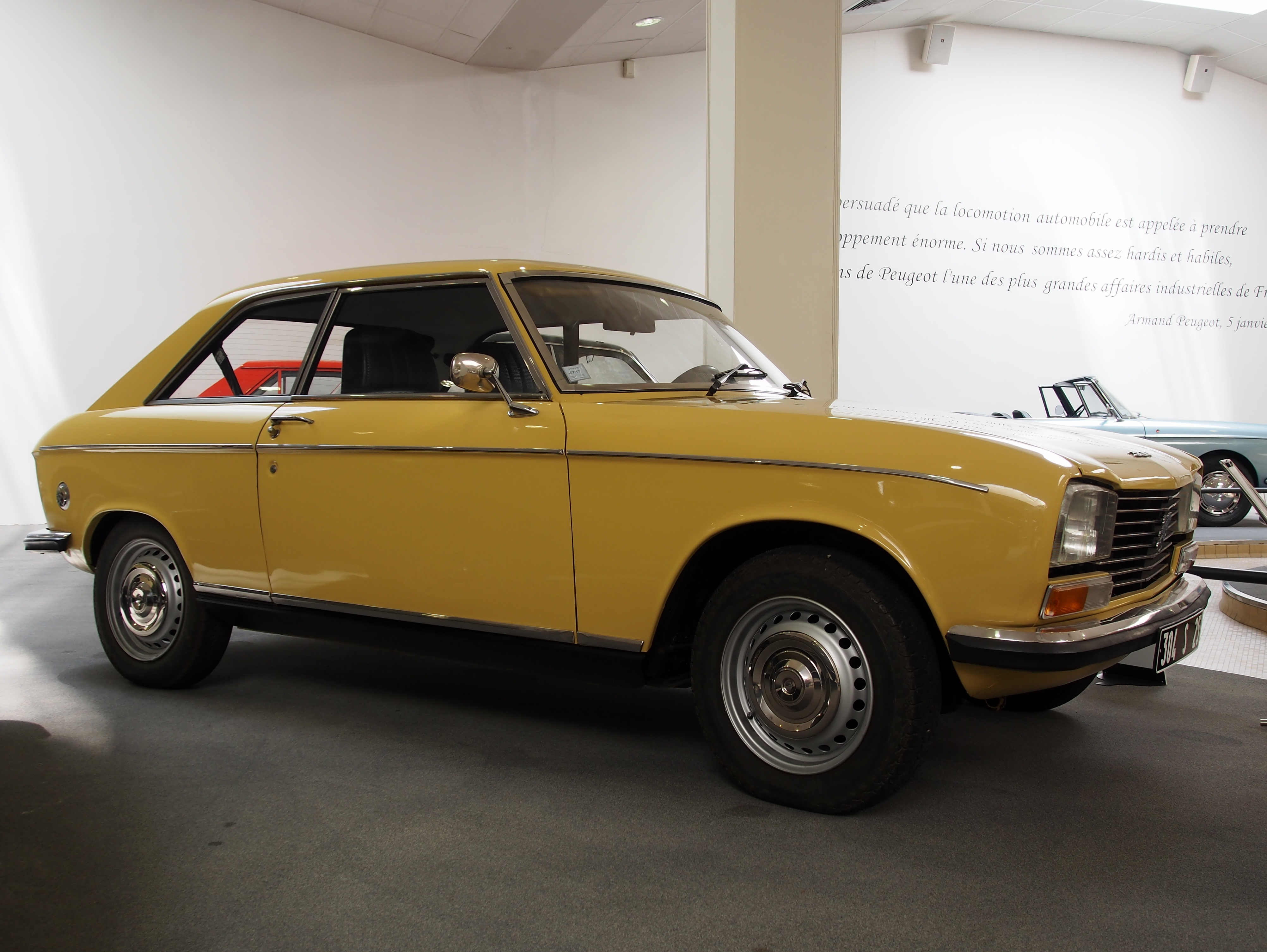
Peugeot 304 Coupe
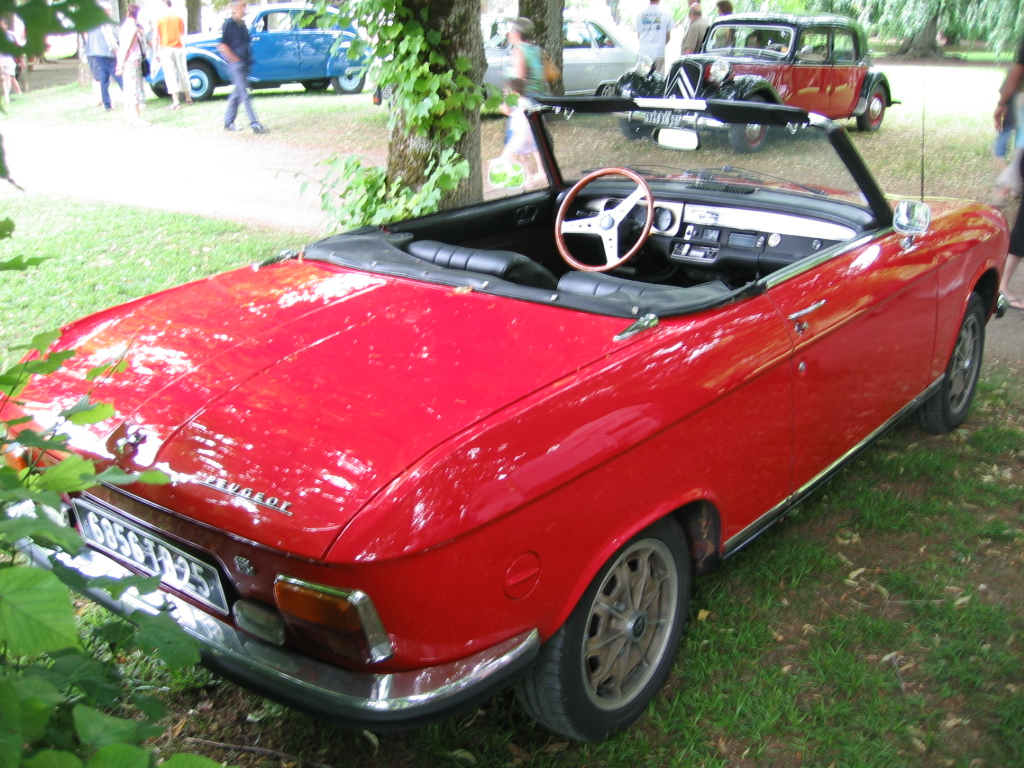
Peugeot 304 Cabriolet
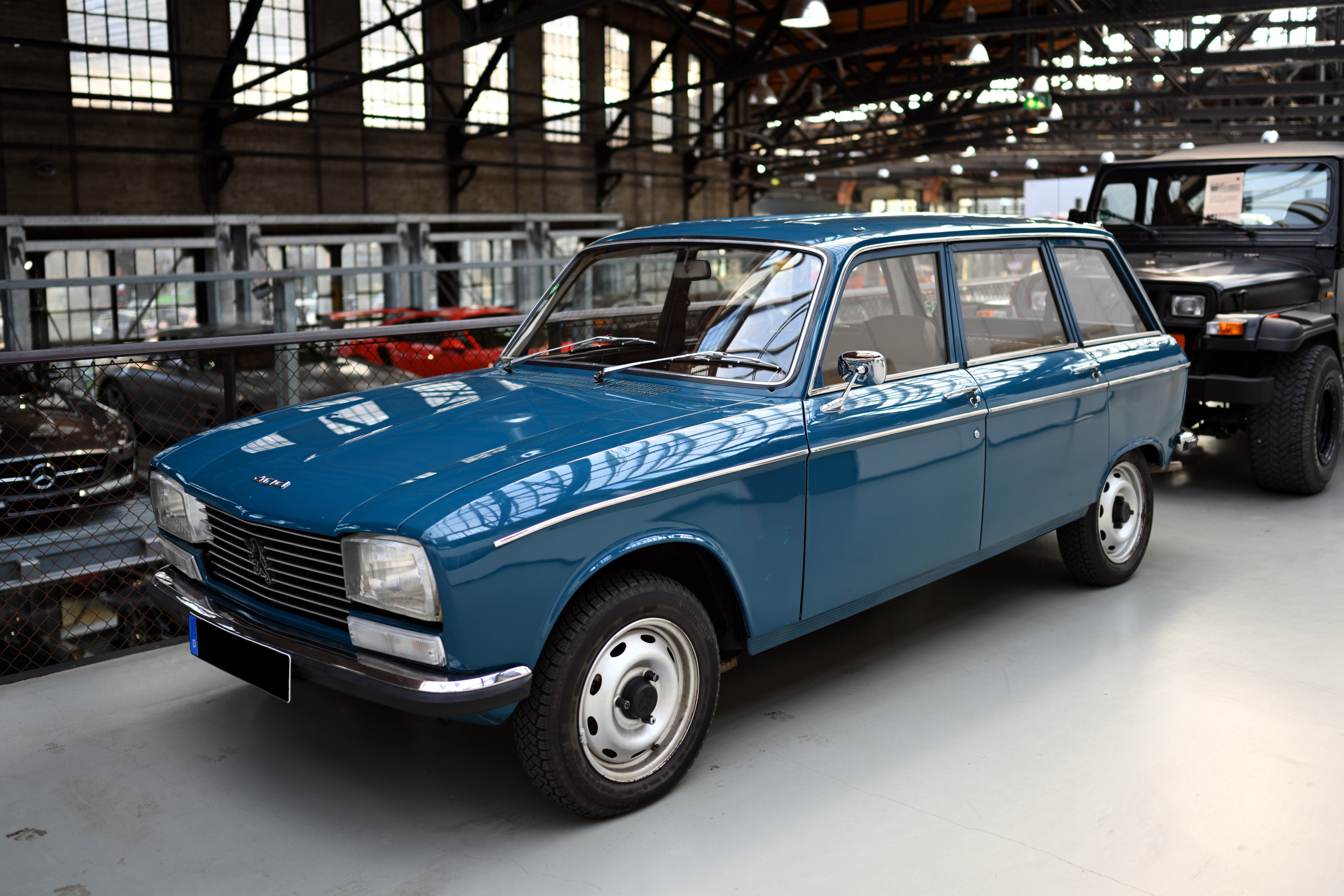
Peugeot 304 Perua (Break)